# To thavma tis thalassas ton Sargasson
To thavma tis thalassas ton Sargasson (grec: Το Θαύμα της Θάλασσας των Σαργασσών), comercialitzada internacionalment com The Miracle of the Sargasso Sea, és una pel·lícula de thriller/drama del 2019 de Grècia amb elementsde  terror surrealista, dirigida per Syllas Tzumerkas. Explica la història de dues dones, una policia i una treballadora d'un viver d'anguiles, les vides solitàries de les quals es creuen quan un cercle de violència esclata a la petita i pobra ciutat de l'oest de Grècia on viuen. Angeliki Papoulia, Youla Boudali i Christos Passalis lideren el repartiment de la pel·lícula.
És el tercer llargmetratge de Tzumerkas després de Hora Proelefsis (2010') i I ekrixi (2014), To thavma tis thalassas ton Sargasson es va estrenar a la secció Panorama del 69è Festival Internacional de Cinema de Berlín.

## Repartiment
- Angeliki Papoulia com a Elisabeth
- Youla Boudali com a Rita
- Christos Passalis com a Manolis
- Argyris Xafis com a Vassilis
- Laertis Malkotsis com Andreas
- Thanassis Dovris com a Michalis
- Maria Filini com a Axel
- Michalis Kimonas com a Vangelis
- Christian Culbida com a Dimitris, fill d'Elisabeth
- Laertis Vassiliou com a Grigoris
- Michalis Mathioudakis com a Mitsos
- Thanos Tokakis com el sacerdot i Crist
- Alkistis Poulopoulou com Faye
- Katerina Helmy com La mare
- Romanos Kalokyris com el jove terrorista
- Areti Seidaridou com a El jove estudiant
- Marianna Bozantzoglou com a Nefeli
- Nikos Diotis com a Lambros
- Vassilis Svigos com a policia a la platja
- Ektor Liatsos com a treballador del criador d'anguiles
- Yorgos Tsemberopoulos com el cap de policia
- Haris Attonis com a Jairus
- Anna Djordjikia com a Maria
- Petros Chytiris com a Joseph
- Akis Mitsoulis com a DJ de The Holy City Saloon

## Argument
Després de supervisar una violenta incursió policial a la Unitat Antiterrorista d'Atenes, Elisabeth és acomiadada a la petita ciutat de Missolonghi per servir com a cap de la policia local. Deu anys després de la seva degradació, una gran alcohòlica i un escàndol per a la comunitat local, l'Elisabeth segueix atrapada a la petita ciutat pantanosa, juntament amb el seu únic fill, ara adolescent. En un matí com qualsevol altre, la rutina letàrgica i desesperada de l'Elisabeth comença a interactuar i connectar-se amb les visions religioses i els malsons sagnants d'un silenciós i misteriós treballador d'un criador d'anguiles. Quan un suïcidi desencadena una sèrie d'esdeveniments violents a la comunitat local, els secrets amagats durant molt de temps als pantans comencen a ressorgir, donant lloc a un enfrontament letal de les dues dones amb tots els seus supressors.

## Producció
Com a projecte en desenvolupament, To thavma tis thalassas ton Sargasson es va presentar a la Berlinale Script Station, el Rotterdam-Berlinale Express (el programa conjunt de Cinemart i el mercat de coproducció de la Berlinale), el programa Nipkow i A.C.E.. Al mercat de coproducció de la Berlinale, el projecte va rebre la menció especial del Jurat del Premi al Desenvolupament de la Coproducció Eurimages.
Produïfs per Maria Drandaki (Homemade Films), amb Titus Kreyenberg (unafilm), Ellen Havenith (PRPL), Olle Wirenhed (Kakadua Films), Anthony Muir (Film I Väst), Meinolf Zurhorst (ZDF/ARTE) i Yaba Holst (Svensk Filminstitute), la coproducció greco-alemanya-holandesa-suecs va començar a rodar-se el setembre de 2017. La producció va comptar amb el suport d'Eurimages, Creative Europe - Media, el Centre de Cinema Grec, Film und Medienstiftung NRW, Netherlands Film Fund, Netherlands Film Production Incentive i Institut de Cinema Suec.
El rodatge va tenir lloc a Missolonghi, Unitat perifèrica d'Etòlia-Acarnània, Arta i Atenes. Van tenir lloc  mé srodatges al llac Missolonghi i als deltes dels rius Aqueloos i Arachthos. Les escenes de la producció industrial de l'anguila es van rodar al viver d'anguiles Geitonas d'Arta.
Petrus Sjövik va ser el director de fotografia de la pel·lícula i Jorien Sont el dissenyador de producció de la pel·lícula. Els vestits van ser dissenyats per Marli Aliferi. Els efectes visuals del cabell, el maquillatge i el maquillatge van ser dissenyats per Linda Boije af Gennäs i Evi Zafiropoulou. La música original de la pel·lícula va ser composta per tres músics variats: el compositor clàssic suec Jean-Paul Wall, la banda alternativa grega de techno minimal drog_A_tek, i el cantautor pop Phoebus. Els temes de Jean-Paul Wall van ser enregistrats per l'Orquestra de cordes de Göteborg, dirigida per Joachim Gustafsson. Va ser editat per Andreas Wodraschke.

## Llançament
Els primers teasers internacionals de la pel·lícula van aparèixer a Variety l'octubre de 2018 i el primer tràiler internacional a The Hollywood Reporter el gener de 2019.
La pel·lícula es va estrenar a la secció Panorama del Festival Internacional de Cinema de Berlín 2019. La seva estrena oficial va tenir lloc al Zoo Palast, i va ser presentada per Michael Stultz. New Europe Film Sales va anunciar la seva estrena en cinemes en una sèrie de territoris (inclosos Alemanya, Grècia i Polònia, Corea i Suècia), i la pel·lícula va continuar amb les seves sortides al festival amb participacions al BiFan - Festival Internacional de Cinema Fantàstic de Bucheon 2019 (estrena asiàtica), el Festival Internacional de Thriller de Beaune, el Festival Internacional de Cinema d'Istanbul, el Festival Internacional de Cinema de Transsilvània, entre d'altres.

## Recepció
Després de la seva estrena a la Berlinale, el crític de cinema de The Guardian, Peter Bradshaw, va donar a la pel·lícula una crítica de 3/5 estrelles, anomenant-la "Un psicodrama lynchian al sol" i "un espectacle inquietant d'estranyesa". The Hollywood Reporter i Screen International van elogiar la pel·lícula per la seva direcció, imatges i les actuacions compromeses d'Angeliki Papoulia i Youla Boudali, alhora que criticaven elements de la construcció narrativa i el ritme del guió. Guy Lodge a Variety va escriure que ""el director Syllas Tzumerkas de I ekrixi torna amb un ambient agitat, atmosfèric i de vegades confús exercici de la tragèdia grega moderna. Les últimes comparacions de convidats de Tzumerkas amb les sortides de gènere més escandaloses de Herzog o Lynch, amb la gradual desaparició de la bogeria en capes i la corrupció a la adormida ciutat treballadora de Missolonghi que de tant en tant recorda un Twin Peaks cremat pel sol agressivament". Savina Petkova d’ Electric Ghost va donar el pel·lícula 5/5 estrelles, escrivint que "tot i que la pel·lícula està saturada de cites bíbliques, icones de sants i cançons del cor de l'església, la seva forma atén per igual l'humà humil, l'animal i la natura. Pacificant totes les formes de vida sota la bandera de l'alliberament futur, la promesa que cada ésser assolirà la seva forma i jo més perfectes, To thavma tis thalassas ton Sargasson proporciona una convergència entre la submissió religiosa i l'agència humanística."
Victoria Ferguson a The Upcoming va donar a la pel·lícula una crítica de 3/5, elogiant la fotografia de Petrus Sjövik i "els seus plans propers que capturen l'angoixa interior dels personatges" i qualificant de "To thavma tis thalassas ton Sargasson" visualment atractiu, i 'un espectacle de gran ambició creativa de Tzoumerkas.' El crític italià Massimo Lechi va escriure a Il Ragazzo Selvaggio ressenya que "To thavma tis thalassas ton Sargasson, ambientat a l'entorn inhòspit d'un Missolonghi assolellat, és un thriller metafísic carregat de referències bíbliques, un meditació inquietant sobre el concepte de paradís amb dues dones en profunda crisi existencial: Elisabeth, (una mestra Angeliki Papoulia), una policia deshonrada confinada a la província pels seus superiors després d'una desafortunada operació antiterrorista; i Rita (la valenta Youla Boudali, també coguionista), una figura dolorosa d'un màrtir assetjat per visions de fons místic. El cinema Tzumerkas és aquell que no té por del risc ni del ridícul, que de fet, té la clara intenció de forçar els límits tant del gènere policial com del gènere cinematogràfic d'autor, seduint amb l'habilitat del seu intèrprets i les seves inquietants opcions estètiques que mai són banals. Després d’Hora Proelefsis (2010) i I ekrixi (2014), To thavma tis thalassas ton Sargasson és el tercer capítol, i més complex, de La trilogia ideal de Tzoumerkas sobre la Grècia contemporània."

## Reconeixements
To thavma tis thalassas ton Sargasson i Syllas Tzoumerkas van ser nominats al Premi del Públic Panorama i al Premi Teddy al 69è  Festival Internacional de Cinema de Berlín.